# لایتونسویل (مریلند)
لایتونسویل (به انگلیسی: Laytonsville) شهری در ایالت مریلند کشور ایالات متحده آمریکا است که جمعیت آن در سرشماری سال ۲۰۱۰ میلادی، ۳۵۳ نفر بوده‌است.